# METAFONT
METAFONT este un limbaj de programare folosit pentru definirea colecțiilor de caractere (fonturilor) vectoriale. Este de asemenea și denumirea unui interpretor care execută cod METAFONT, convertind fonturi vectoriale în foturi bitmap ce pot fi apoi incluse în documente PostScript.